# المركز الوطني للإحصاءات الصحية
المركز الوطني للإحصاءات الصحية (بالإنجليزية:National Center for Health Statistics) هو مركز وطني يقدم معلومات إحصائية لتوجيه الإجراءات والسياسات التي تهدف إلى تحسين الحالة الصحية للشعب الأمريكي ويعتبر من الوكالات الرئيسية للنظام الإحصائي الاتحادي الأمريكي.
يقع المركز داخل مراكز مكافحة الأمراض واتقائها (بالإنجليزية:Centers for Disease Control and Prevention)، والتي تعتبر جزء وزارة الصحة والخدمات البشرية في الولايات المتحدة (بالإنجليزية:United States Department of Health and Human Services). يقع المقر الرئيسي للمركز في جامعة تاون سنتر، هايتسفيل، خارج واشنطن العاصمة.

## روابط خارجية
- المركز الوطني للإحصاءات الصحية
- المركز الوطني للإحصاءات الصحية - غرفة الصحافة